# Nam Le
Nam Le, född 1978, är en vietnamesiskfödd australiensisk författare. Han kom med sina föräldrar till Australien som båtflykting när han var mindre än ett år gammal. Han är framför allt känd för sin debutbok, novellsamlingen Båten, för vilken han tilldelades Dylan Thomas Prize.

## Biografi
Nam Le föddes i Vietnam men då han ännu var spädbarn flydde familjen till Australien, där han också växte upp. Efter studierna började han arbeta som advokat, men bestämde sig för att istället ägna sig åt skrivande. Detta ledde till att han började studera kreativt skrivande vid Iowa Writers' Workshop vid University of Iowa i USA och avslutade med en master 2006. Han blev redaktör för fiktion på Harvard Review och fick sin första novell publicerad i Zoetrope 2006. Han har inspirerats av sina föräldrar och deras flykt till Australien undan Vietnams kommunistregering, samt alla de offer de tvingades göra på vägen. År 2008 publicerades Båten, som både blev hans debutverk och det första verk som översatts till svenska.